# Norr-Lången
Norr-Lången är en sjö i Hudiksvalls kommun i Hälsingland och ingår i Delångersåns huvudavrinningsområde. Sjön är 16 meter djup, har en yta på 0,115 kvadratkilometer och befinner sig 114,1 meter över havet.

## Delavrinningsområde
Norr-Lången ingår i det delavrinningsområde (685503-153228) som SMHI kallar för Utloppet av Lången. Medelhöjden är 161 meter över havet och ytan är 9,36 kvadratkilometer. Det finns ett avrinningsområde uppströms, och räknas det in blir den ackumulerade arean 18,22 kvadratkilometer. Vattendraget som avvattnar avrinningsområdet har biflödesordning 3, vilket innebär att vattnet flödar genom totalt 3 vattendrag innan det når havet efter 56 kilometer. Avrinningsområdet består mestadels av skog (83 procent). Avrinningsområdet har 0,76 kvadratkilometer vattenytor vilket ger det en sjöprocent på 8,1 procent.